# Великий Обзыр
Вели́кий Обзыр (укр. Великий Обзир) — село в Камень-Каширской городской общине Камень-Каширского района Волынской области Украины.
Население по переписи 2001 года составляет 718 человек. Почтовый индекс — 44571. Телефонный код — 3357. Занимает площадь 2,839 км².